# Краеведческий музей Рованиеми
Краеведческий музей Рованиеми (фин. Rovaniemen kotiseutumuseo) — музей, расположенный в городе Рованиеми (Финляндия).

## Описание
Краеведческий музей Рованиеми представляет собой жизнь процветающего крестьянского дома на рубеже XIX и XX веков. Музей расположен в Рованиеми, во дворе фермы Пёюккёля, на берегу реки Кемийоки. Основное здание музея представляет собой бревенчатое сооружение в стиле ампир в его первоначальном месте, построенное в 1840-х годах. Ферма является одной из немногих в регионе, которые были спасены от разрушения в Лапландской войне. Другие оригинальные здания в экспозиции музея включают в себя красивый сосновый двор и две исторические каменные ограды. Другие музейные здания были перенесены в музейную зону со всего Рованиеми.
История фермы Пёюккёля известна с XVII века. До начала XX века ферма принадлежала семье Пёюккёля, пока в 1911 году она не была приобретена лесопромышленной компанией Kemi Oy. В 1957 году хозяйство перешло во владение ассоциации Rajaiemi Totto ry и на её территории был организован музей.
Музей принадлежит и управляется Rovaniemi Totto ry, местной музейной ассоциации. Музей открыт для публики в основном летом. Музей также организует различные культурные мероприятия, выставки и беседы. Традиционные события в музее включают празднование кануна Середины лета с его флагами и Рождественские праздники.